# Mark Brisker
Mark Edward Brisker (Detroit, 22 settembre 1969) è un ex cestista statunitense con cittadinanza israeliana.

## Palmarès
- Campionato israeliano: 3

Maccabi Tel Aviv: 1999-2000, 2000-01, 2001-02
- Coppa di Israele: 3

Maccabi Tel Aviv: 1999-2000, 2000-01, 2001-02
- Suproleague: 1

Maccabi Tel Aviv: 2000-01
- CBA All-Rookie Second Team (1993)